# Estação Philippe Auguste
Philippe Auguste é uma estação da linha 2 do Metrô de Paris, localizada no limite do 11.º e do 20.º arrondissements de Paris.

## Situação
A estação está situada na junção do boulevard de Ménilmontant, do boulevard de Charonne e da avenue Philippe-Auguste.

## História
A estação foi aberta durante a inauguração, em 1903, de uma seção da linha 2 do Metrô de Paris. O nome da estação vem de sua proximidade com a avenue Philippe-Auguste ao norte da qual ela se situa.
Em 2011, 1 813 811 passageiros entraram nesta estação. Ela viu entrar 1 876 528 passageiros em 2013, o que a coloca na 255ª posição das estações de metrô por sua frequência em 302.

## Serviços aos passageiros

### Acessos
A estação tem dois acessos, situados na esquina da avenue Philippe-Auguste e do boulevard de Charonne:
- Acesso 1: avenue Philippe-Auguste: esquina da avenue Philippe-Auguste e da rue de Mont-Louis;
- Acesso 2: boulevard de Charonne: terrapleno do boulevard de Charonne (em face do nº 149); esse acesso foi concebido e realizado pelo arquiteto Hector Guimard, mestre de obras da companhia. É inscrito ao título dos monumentos históricos por um decreto de 29 de maio de 1978.[5]

### Intermodalidade
A estação não tem correspondência com a rede de ônibus RATP.

## Pontos turísticos
- Cemitério do Père-Lachaise

Galeria de fotografias
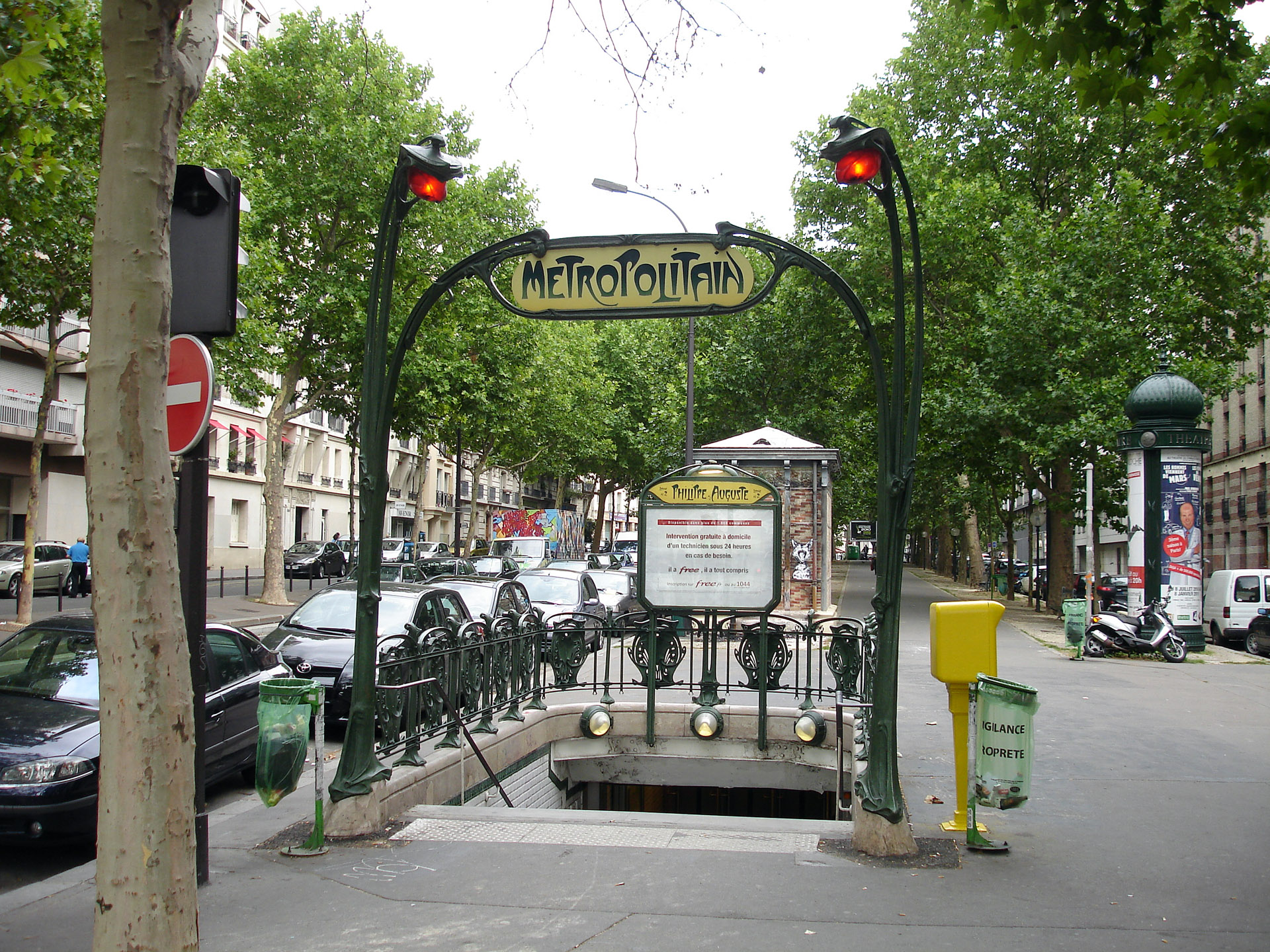
Entrada da estação, de estilo Guimard.
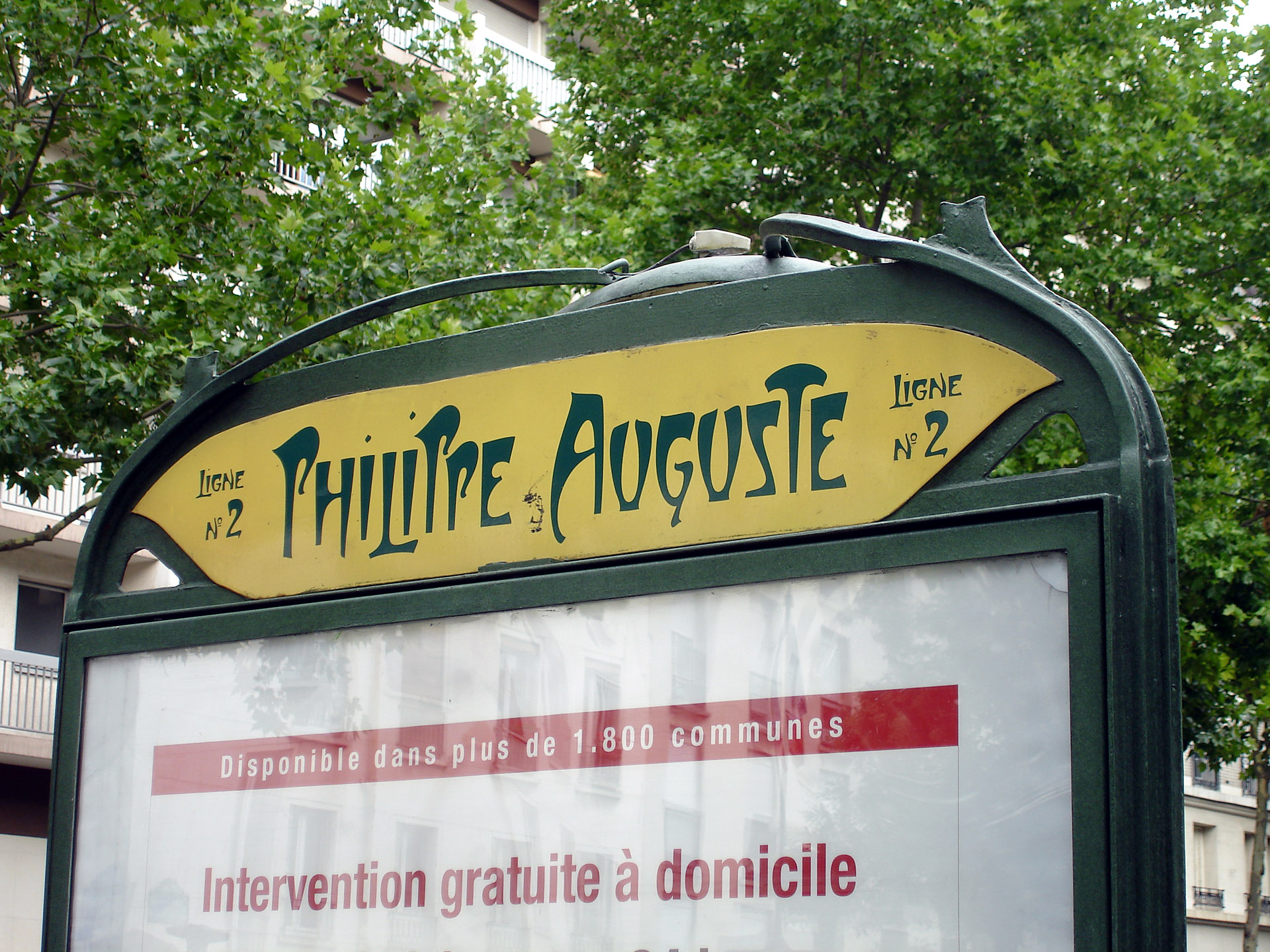
Detalhe do entourage de entrada.
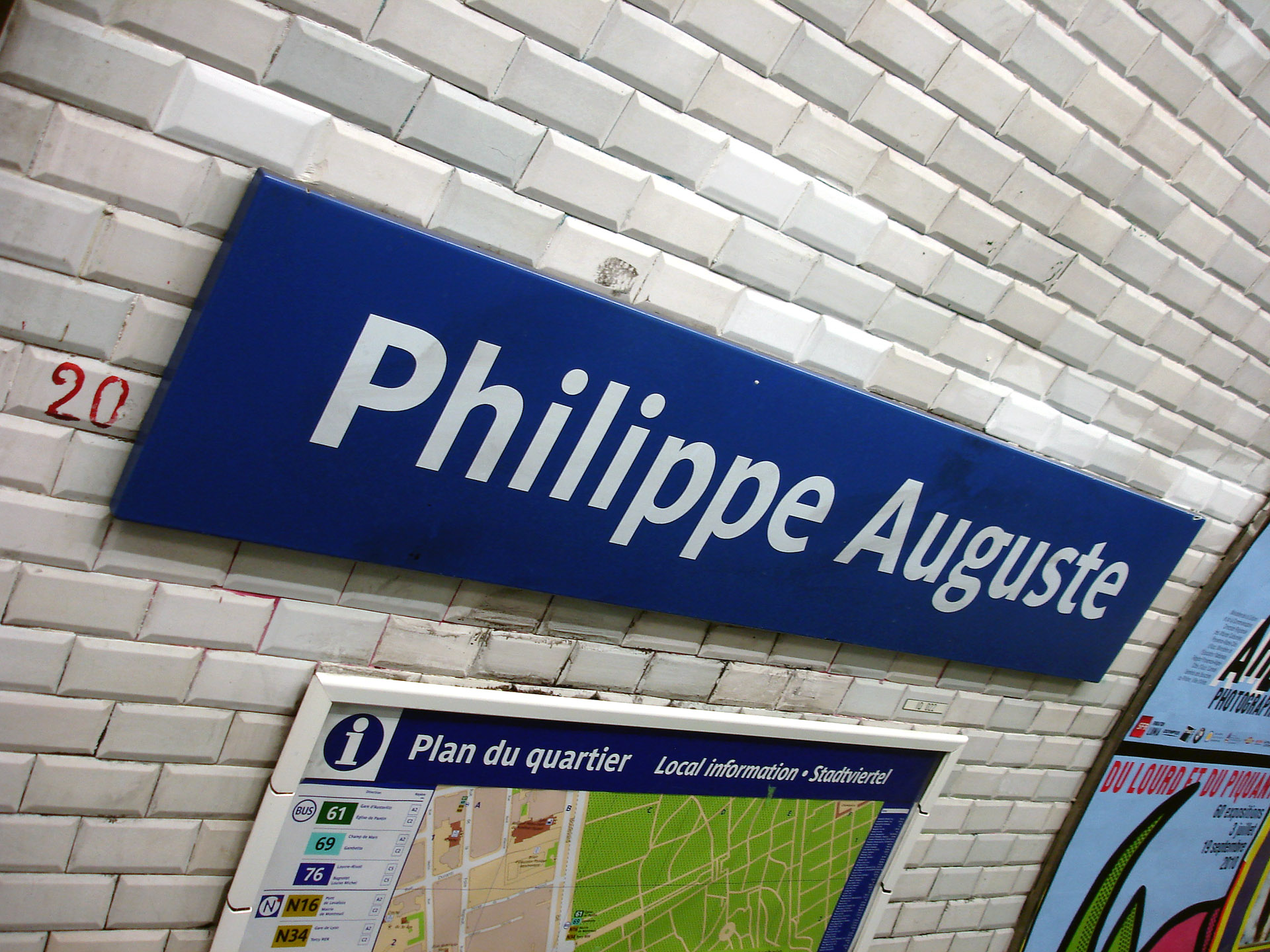
Placa indicando o nome da estação.